# Nikolai Igorewitsch Rybakow

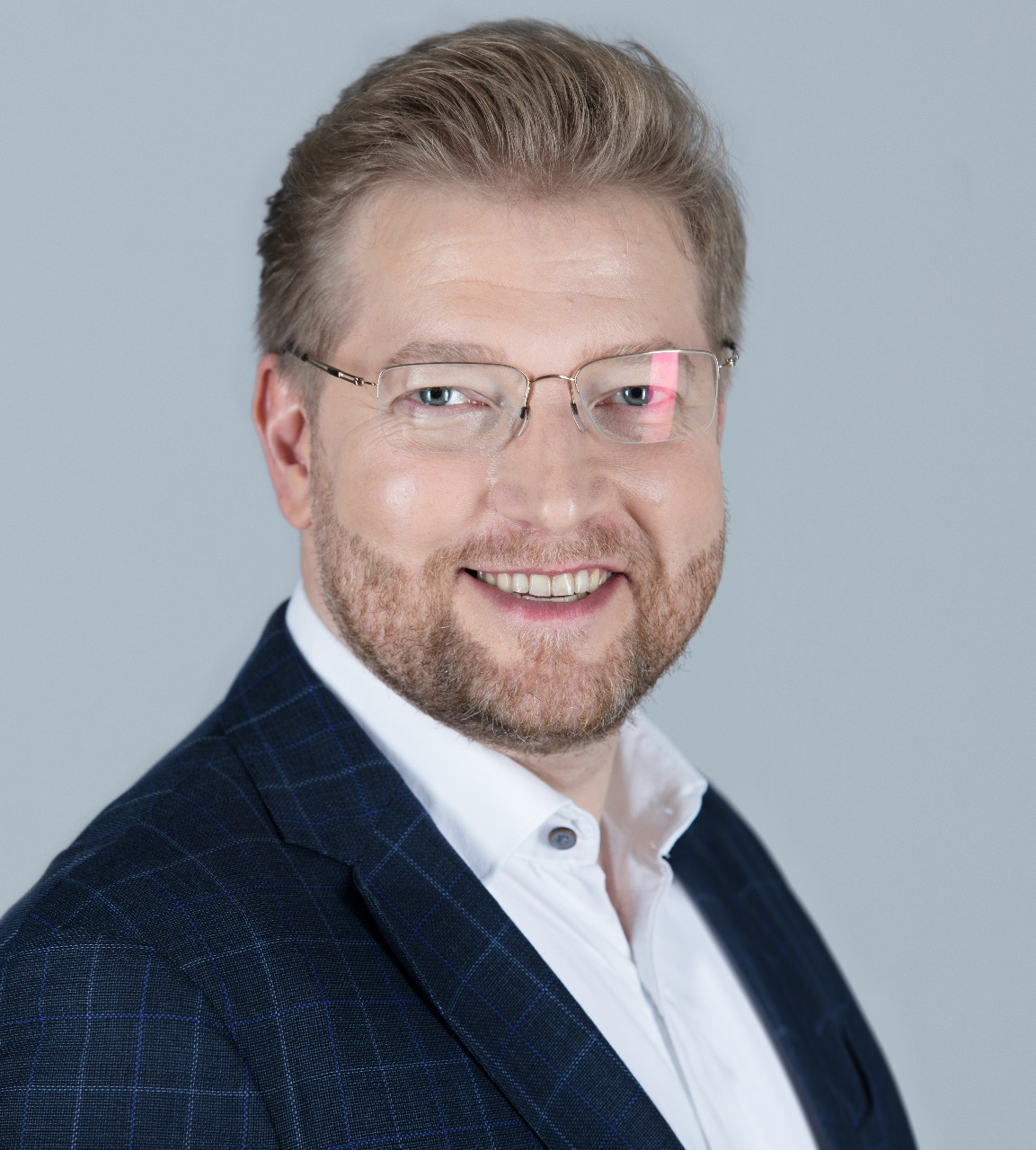
Nikolai Rybakow, 2020

Nikolai Igorewitsch Rybakow (russisch Николай Игоревич Рыбаков; * 24. Dezember 1978 in Leningrad) ist ein russischer Politiker und Umweltaktivist. Er ist seit 2019 Vorsitzender der Partei Jabloko.

## Leben
Nikolai Rybakow studierte Ökonomie an der Staatlichen Universität Sankt Petersburg von 1995 bis 2000.
Von 2000 bis 2008 war er Abgeordneter in Regionalparlamenten in Sankt Petersburg.
Seit 2008 war er Exekutivdirektor der Umweltschutzorganisation Bellona Sankt Petersburg. 2011 wurde er Vorstandsmitglied von Transparency International Russland. Seit Dezember 2015 war er stellvertretender Vorsitzender von Jabloko, am 14. Dezember 2019 wurde er zum Parteivorsitzenden gewählt.